# Educación y entrenamiento militar

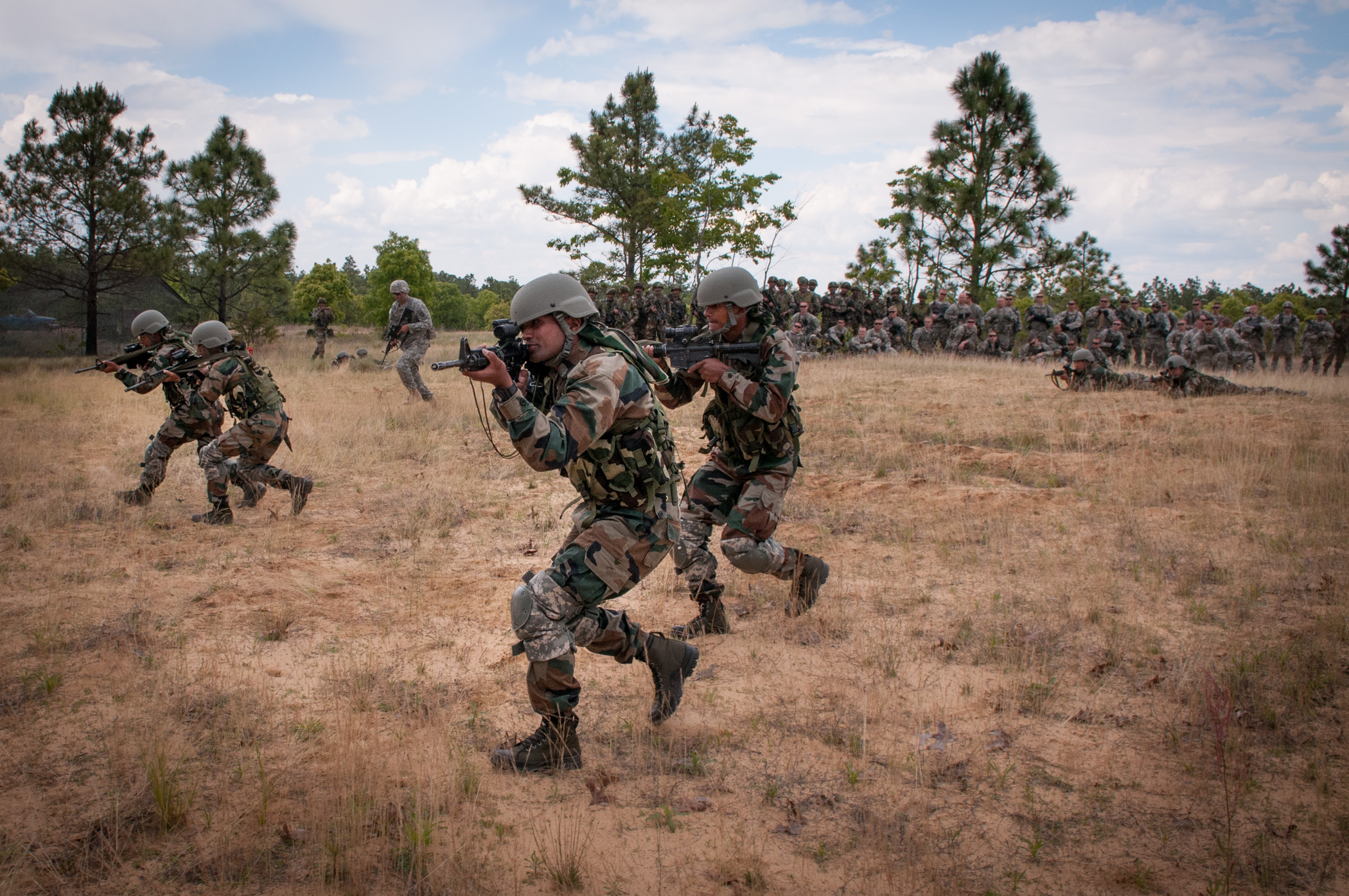
Soldados del Ejército indio colaborando con soldados del Ejército de los Estados Unidos de América.

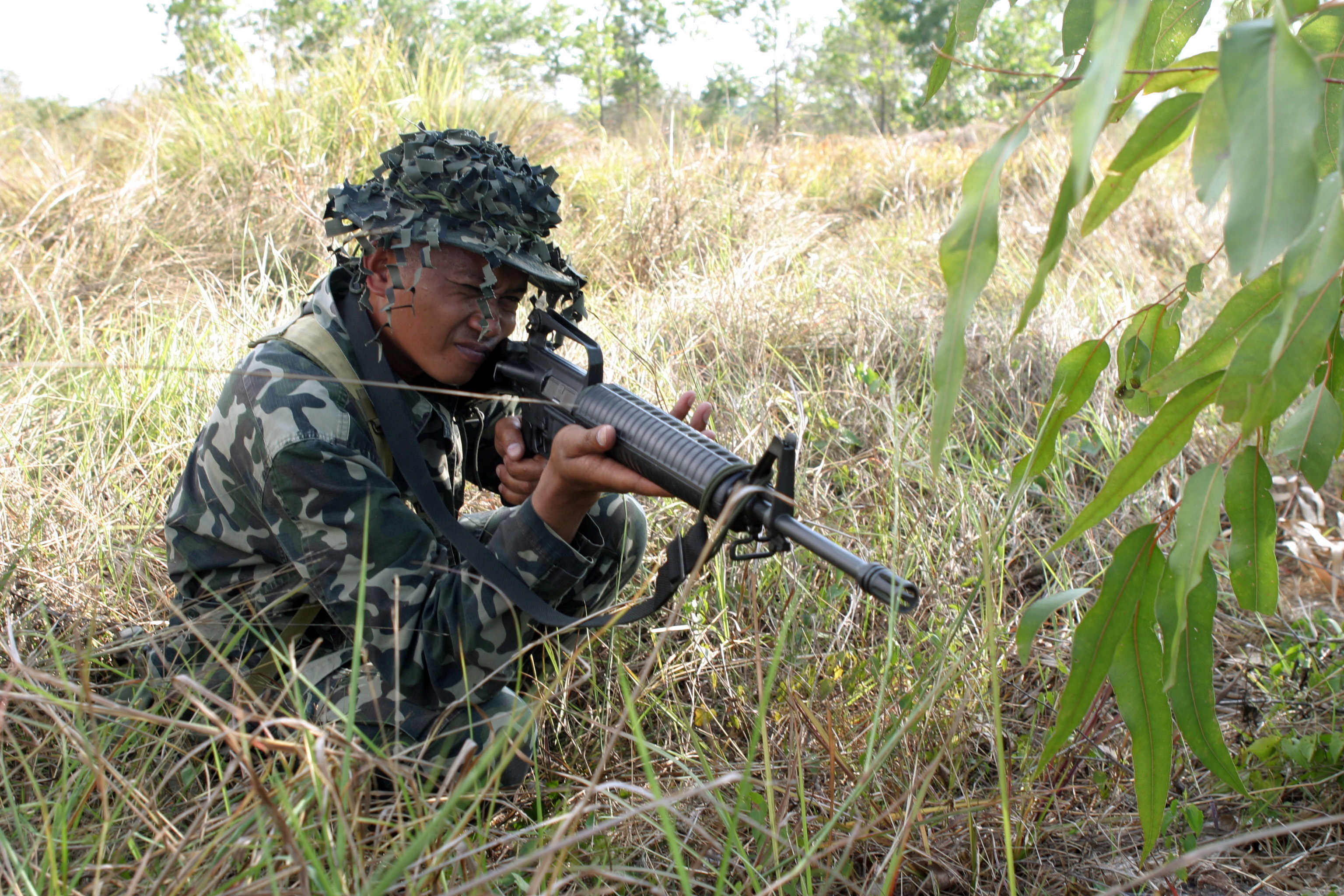
Soldado filipino en un entrenamiento militar.

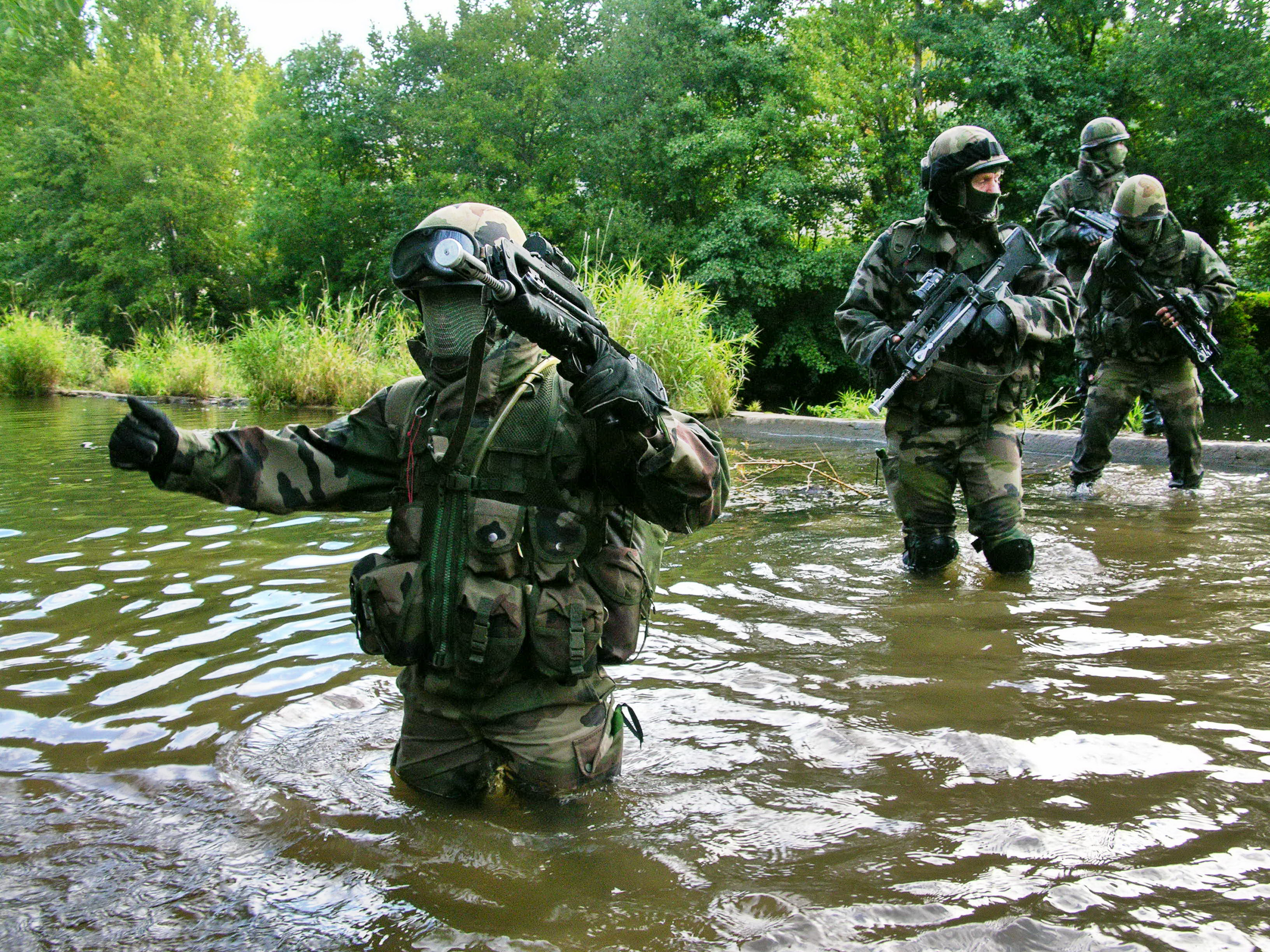
Miembros de la Legión Extranjera Francesa en un entrenamiento.

La educación y el entrenamiento militar es un proceso que pretende establecer y mejorar las capacidades del personal militar en sus funciones respectivas. 
La formación y entrenamiento militar significa cosas muy distintas para cada persona. Para el comandante de una unidad militar, significa ejercitar a las tropas sobre el terreno o a los marineros en el mar para que funcionen como una unidad integrada y coordinada. Para los jefes de personal militar, significa preparar y certificar a individuos en todo un espectro de especialidades profesionales que incluyen cocineros, adiestradores de perros, reparadores de torretas de tanques, técnicos de radar y pilotos de caza. Para los desarrolladores y proveedores de los principales sistemas militares, significa realizar ejercicios en simuladores o en los propios sistemas. Para todos los interesados, significa preparar a individuos de una sociedad civil para que actúen como militares profesionales.
El entrenamiento militar puede ser de servicio voluntario u obligatorio, y comienza con el entrenamiento de los reclutas, continúa con la educación y el entrenamiento específicos para las funciones militares, y a veces, incluye entrenamiento adicional durante la carrera militar. 
El personal de dirección es el personal militar que comanda al personal de instrucción en una institución de entrenamiento militar. 
En algunos países, la educación y el entrenamiento militar son parte de la educación obligatoria. Los organizadores creen que la educación militar puede brindar algunos beneficios y experiencias que no se pueden obtener en una educación normal, como la educación secundaria.  
Además, los participantes pueden aprender más habilidades de supervivencia durante la educación militar, como cooperación y resiliencia, lo que ayudará a los participantes a mejorar las capacidades del personal militar en sus respectivos roles.

## El adiestramiento como disciplina
El adiestramiento militar debe preparar a los individuos para entrar en peligro y realizar tareas física y mentalmente exigentes con el mayor nivel de competencia posible. Este requisito puede ser la característica definitoria del adiestramiento militar. Puede significar entre la vida y la muerte. Una observación común entre los analistas tácticos y los historiadores militares es que los mayores daños los sufre el personal militar que abandona sus tareas, rompen y huyen bajo las presiones del combate (por ejemplo, du Picq, 1880/1946; Keegan, 1993; Gabriel y Metz, 1992). Por estas razones, los mandos militares suelen consideran el adiestramiento como disciplina. 
Los mandos militares han mantenido este punto de vista al menos desde las campañas persas de 480-479 a. C. en Grecia (Dupuy y Dupuy, 1977). En esas campañas, los griegos recurrían a la falange de infantería, que era un cuerpo entrenado de soldados (hoplitas) dispuestos en largas filas que variaban en profundidad de unos 8 a 16 hombres. El entrenamiento enfatizaba el trabajo en equipo y la preparación física. Cada hoplita debía aprender a realizar maniobras precisas de falange. No se trataba simplemente de ejecutar ejercicios de orden cerrado en campos de desfile. Mantener un frente controlado mientras se avanzaba por terreno accidentado era fundamental en las rocosas colinas de Grecia. Cada hoplita también tenía que aprender a usar sus armas con destreza, a mantenerse en pie y luchar sin exponer a sus compañeros a un ataque por el flanco, y a cerrar filas rápidamente cuando otros caían.
Este entrenamiento dio sus frutos. Los persas lucharon con un mayor número de tropas y demostraron su dinamismo, elegancia y superioridad general, gracias a la obstinada disciplina y entrenamiento de los hoplitas. En la batalla de Platea, los persas destrozaron sus fuerzas terrestres contra las falanges griegas, perdiendo unos 50.000 soldados frente a los 1.500 griegos. Dupuy y Dupuy (1977) se hacen eco de las observaciones realizadas anteriormente por Heródoto y Tucídides, señalando que "la batalla [de Platea] fue la primera ganada por superioridad técnica, en el primer ejemplo claro del valor de una disciplina y un entrenamiento superiores".
La infusión actual de tecnología en casi todos los aspectos de las operaciones militares ha alterado significativamente la naturaleza de los compromisos militares. Ha aumentado la complejidad de las operaciones militares, el número de tareas que deben realizar los individuos y la demanda de conocimientos y habilidades entre el personal militar (Binkin, 1986; Technology for the U.S. Navy and Marine Corps, 1997). La velocidad y movilidad de las operaciones militares modernas, la letalidad y el largo alcance de las armas modernas, y los requisitos de la doctrina moderna de dispersión y rápida composición de las fuerzas agravan esta complejidad.

## Entrenamiento colectivo

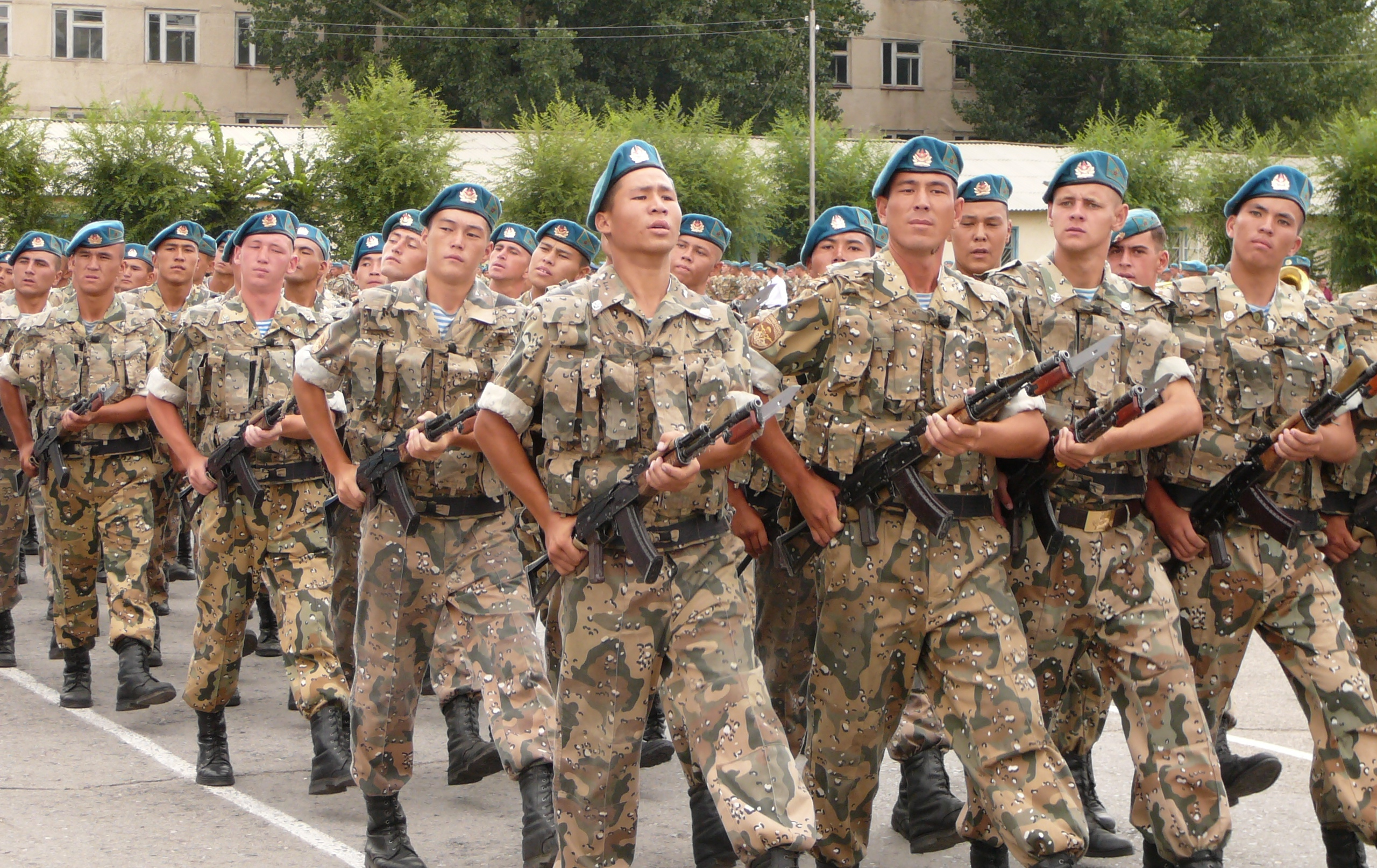
Paracaidistas kazajos de la Brigada de Asalto aéreo 35 desfilan el dia de las Fuerzas Aéreas en Konaev el 2 de agosto de 2007.

Gran parte de la formación militar hace hincapié en los grupos: tripulaciones, grupos, equipos y unidades. Tal énfasis puede ser razonable para la formación militar y no militar. Cannon-Bowers, Oser y Flanagan, 1992 ), en su revisión de los colectivos en la industria y los negocios, informan de un claro "consenso entre los que estudian el comportamiento industrial y organizativo de que los grupos de trabajo son la piedra angular de la industria estadounidense moderna" (p. 355). Sin embargo, las organizaciones militares son las únicas que hacen hincapié en la formación colectiva. En creciente preocupación por la formación colectiva ha ido creciendo en los círculos civiles (por ejemplo, Swezey y Salas, 1992), pero aún no ha alcanzado la intensidad concentrada que recibe en la formación militar.
Los ejercicios colectivos son ciertamente característicos de las operaciones militares. Es difícil pensar en cualquier operación militar que no implique la actuación de una tripulación, grupo, equipo o unidad. De hecho, muchas organizaciones militares no consideran la formación de los individuos como una cuestión de formación, sino como una cuestión de personal. Desde este punto de vista, el "adiestramiento" es lo que hacen los mandos militares para preparar a las unidades bajo su mando (las unidades cuyo rendimiento es su principal responsabilidad) para llevar a cabo las misiones que se les asignen. El adiestramiento individual "de escuela" para certificar a los miembros de sus unidades como reparadores de torretas de tanques, oficinistas, ametralladores, técnicos de torpedos, etc., es una actividad separada, de suministro de personal. Debe ser llevada a cabo por aquellos cuyo trabajo consiste en proporcionar a las unidades individuos cualificados para cubrir las "vacantes" de personal. En este sentido, la formación individual no suele considerarse una inversión, sino más bien un coste de infraestructura, junto con los costes de transporte de personal de una unidad a otra, de hospitalización o incluso de encarcelamiento en empalizadas, un coste que debe evitarse o, en el mejor de los casos, minimizarse.

## Entrenamiento de reclutas

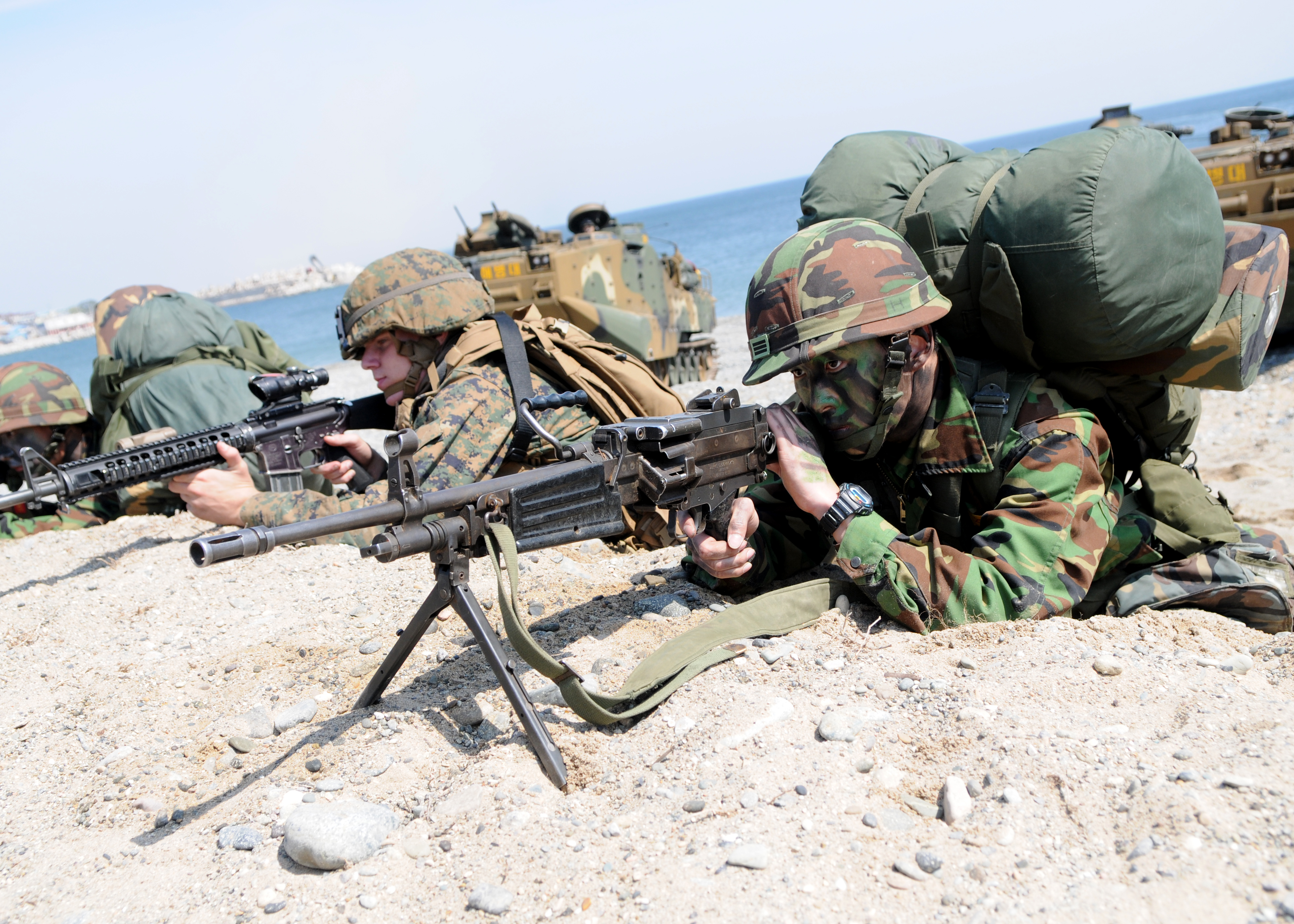
Un infante de marina observa a su línea de fuego con un fusil Daewoo K3 durante un ejercicio de asalto anfibio.

La forma principal e inicial de entrenamiento militar, el entrenamiento de reclutas, hace uso de varias técnicas de acondicionamiento para resocializar a los alumnos en un sistema militar, para garantizar que obedezcan las órdenes sin dudar y para enseñar habilidades militares básicas.
La resocialización como concepto sociológico implica el proceso de reentrenar mental y emocionalmente a las personas para que puedan operar en un nuevo entorno, promueve cambios en las actitudes y comportamientos de un individuo.  
El instructor tiene la tarea de hacer que los miembros del equipo sean aptos para el servicio militar.

## Capacitación específica del rol

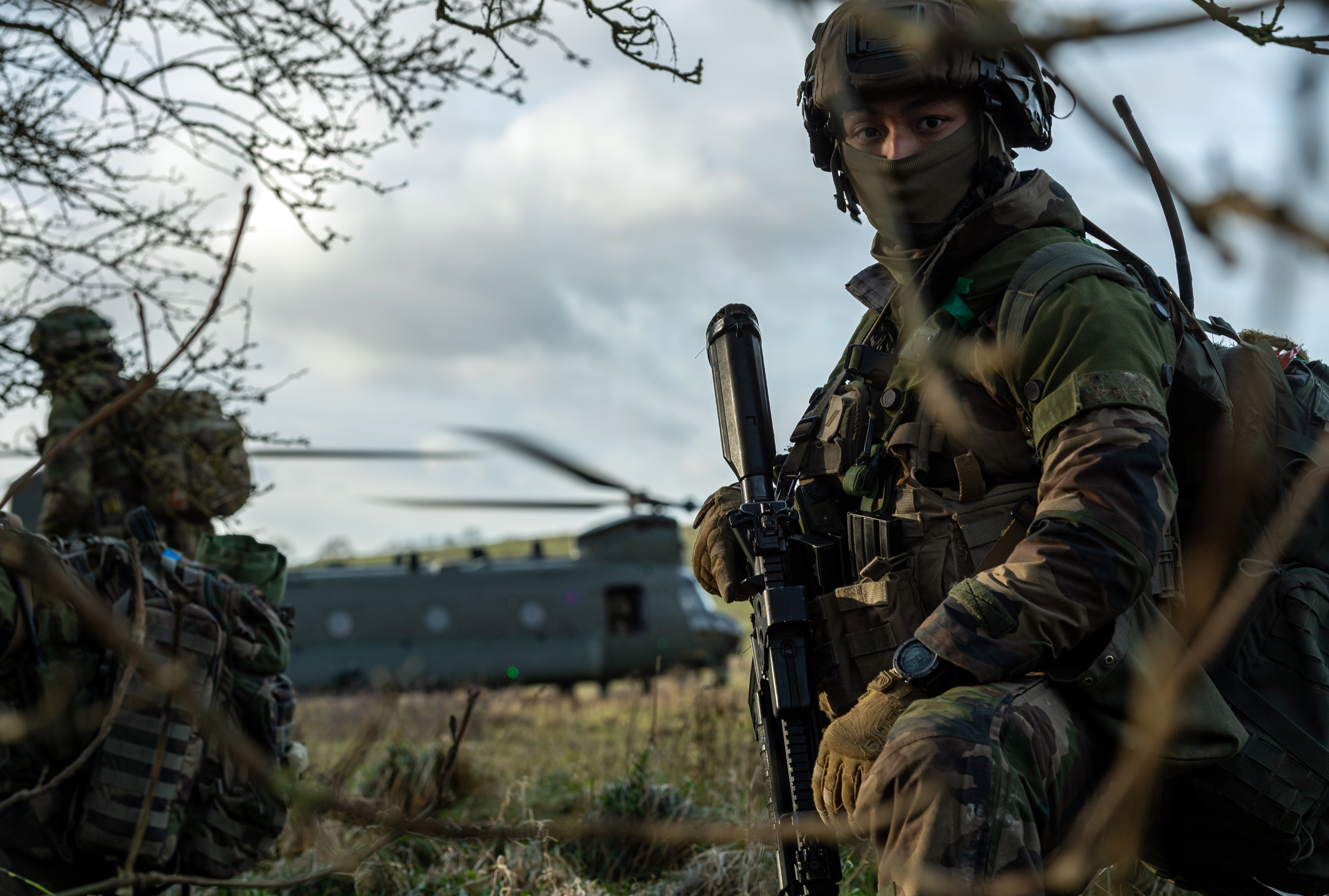
Paracaidistas franceses en Salisbury Plain durante el ejercicio Wessex Storm.

Después de su entrenamiento de reclutas, el personal puede recibir capacitación adicional específica para su función militar, incluido el uso de cualquier equipo especializado, posteriormente son considerados aptos para el servicio militar.

## Formación continua

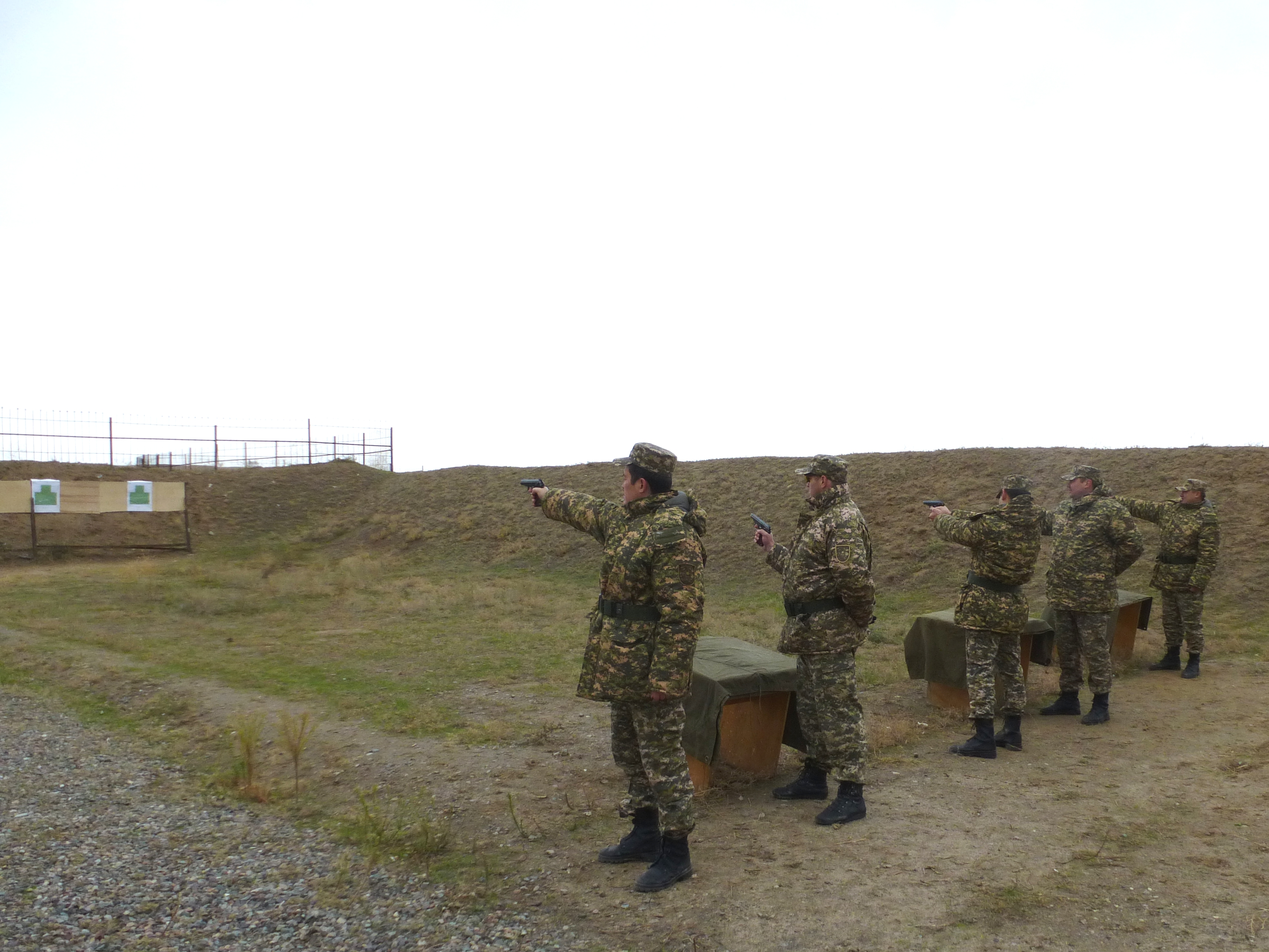
Personal militar de Kazajistán en el Instituto de Almatý de las Fuerzas Terrestres de Kazajistán.

El personal militar puede o debe continuar recibiendo entrenamiento y formación durante toda su carrera militar (como cualquier profesión, véase Educación por extensión).

## Reinserción
La reinserción es un aspecto importante de la inducción de un civil en un ejercicio. La reinserción es un concepto sociológico relacionado con procesos mentales y emocionales que tienen como objetivo apoyar cualquier situación a la que se enfrente el soldado. Una reinserción exitosa se considera cuando se ha conseguido cambiar el comportamiento y las emociones de un individuo.
Uno de los mayores ejemplos de inserción es aquel en el que se recluta a una persona al ejército para formar su carácter militar. Un ejemplo de reinserción es el proceso inverso, en el que los militares tienen que adaptarse a la vida civil.
La resocialización desde la vida de un soldado de combate a un miembro de la sociedad civil es muy difícil porque este soldado ha vivido muchas experiencias militares. En la transición de civil a soldado, el individuo está capacitado para seguir únicamente las órdenes de sus superiores, cosa que en la sociedad civil no se sigue estrictamente.
Un experto en métodos de entrenamiento militar, da cuatro tipos de técnicas de entrenamiento utilizadas:[cita requerida]
Según el experto en métodos de entrenamiento militar a quien se le preguntó, estas técnicas pretenden romper las barreras y adoptar un nuevo conjunto de normas y forma de vida, hacer los reflejos más eficaces y finalmente el uso de un modelo de un superior para proporcionar una acción.
Estas técnicas pretenden que los soldados durante o después de una batalla no experimenten traumas o evidencien problemas psicológicos en situaciones de post-combate (es decir, trastornos de estrés postraumático) que planteen una amenaza a la seguridad pública por el condicionamiento del individuo que puede hacerse inestable a causa de sus acciones.

## Simulación
Los entornos simulados permiten una formación de una naturaleza que no puede o no debe intentarse sin la simulación. En los entornos simulados, las aeronaves pueden estrellarse, los equipos costosos pueden arruinarse y las vidas pueden ponerse en peligro de maneras que van de lo impracticable a lo impensable. Los entornos simulados también ofrecen otras ventajas para la formación. Pueden hacer visible lo invisible, comprimir o dilatar el tiempo y reproducir una y otra vez acontecimientos, situaciones y puntos de decisión. La formación basada en la simulación no es un reflejo degradado de los entornos más realistas que preferiríamos utilizar. Permite entrenar aspectos de la actuación que de otro modo serían inaccesibles.

## Revisión tras la acción
Una práctica especialmente interesante que ha surgido del uso de los EAT (Evaluación de Acción Táctica) en el adiestramiento militar es el proceso AAR (por su denominación en inglés "After Action Review",  en español: "Revisión tras la Acción"). Los AAR son debates que se celebran después de un ejercicio de simulación y suelen estar dirigidos por un controlador o instructor del ejercicio. Su objetivo es identificar y debatir lo que ocurrió en el ejercicio, por qué ocurrió y cómo podría mejorarse el rendimiento de los participantes. En particular, estos AAR no consisten en críticas de la actuación por parte del líder del debate. Tal y como se practica en el ejército de EE. UU., se espera que todo el debate sobre lo que ocurrió, por qué ocurrió y lo bien que se hizo surja de los participantes en el ejercicio, no de los controladores ni de los instructores. Además, el líder de la discusión y los participantes trabajan juntos para asegurar que su AAR se desarrolle en una atmósfera objetiva y no punitiva de cooperación destinada a mejorar el rendimiento futuro.
Muchas culturas fuera de Estados Unidos encuentran este modelo de revisión difícil de aplicar. En los AAR de Estados Unidos, los puntos fuertes y débiles se plantean con franqueza y pueden provenir tanto de los subordinados como de los superiores. Otras culturas con distinciones más estrictas [por ejemplo, entre oficiales, suboficiales y alistados y reclutas; entre pilotos líderes, auxiliares de vuelo y controladores de tierra; o entre diferentes ramas (por ejemplo, infantería, blindados, defensa antiaérea) de los servicios armados implicados, encuentran este proceso demasiado abierto y libremente discursivo para ponerlo en práctica. Otras culturas (por ejemplo en las que "salvar las apariencias" es un asunto delicado y crítico, aquellas en las que el colectivo está estrechamente ligado a la promoción profesional de los mandos, o en las que el libre intercambio de información se practica tan poco que los participantes simplemente no entienden cómo hacerlo) también encuentran difícil, si no imposible, la aplicación del proceso estadounidense de AAR. Las culturas que pueden superar estas dificultades obtienen beneficios sustanciales de este proceso. Es una poderosa herramienta para mejorar el rendimiento militar y las probabilidades de éxito en la ejecución de operaciones militares.
Además, tal y como demuestran Morrison y Meliza (1999), el proceso AAR estadounidense está bien arraigado tanto en la investigación básica como en la aplicada. Representa la culminación de hallazgos en áreas como la retroalimentación intrínseca y extrínseca; la medición del rendimiento y la autoevaluación; transferencia de formación, ayuda a la memoria, resolución de problemas, toma de decisiones y modelos mentales; estudios de procesos de grupo; facilitación social, identidad y cohesión; investigación sobre teoría y técnicas de comunicación; aprendizaje por descubrimiento guiado; y aprendizaje experimental, aprendizaje cooperativo y conceptos generales de sistemas.